# Lincoln (football, 1998)
Pour les articles homonymes, voir Lincoln.
Lincoln Henrique Oliveira dos Santos dit Lincoln est un footballeur brésilien né le 7 novembre 1998 à Porto Alegre dans l'État du Rio Grande do Sul. Il évolue au poste de milieu offensif à Hull City, en prêt de Fenerbahçe SK.
Avec l'équipe du Brésil des moins de 17 ans, il remporte en 2015 le championnat des moins de 17 ans de la CONMEBOL.

## Biographie

### En équipe nationale
Avec la sélection brésilienne, il remporte le championnat des moins de 17 ans de la CONMEBOL 2015 organisé au Paraguay. Lors de la compétition, il inscrit un but contre l'Équateur, match au cours duquel il prend un carton rouge.
Il participe dans la foulée à la Coupe du monde des moins de 17 ans 2015 qui se déroule au Chili. Lors de la compétition, il inscrit un but face à la Guinée, match au cours duquel il écope à nouveau d'un carton rouge.

## Palmarès
- Vainqueur du championnat des moins de 17 ans de la CONMEBOL en 2015 avec l'équipe du Brésil
- Vainqueur de la Coupe de Turquie avec Fenerbahçe SK en 2023.